# Případ otravy krve ve frýdlantské nemocnici

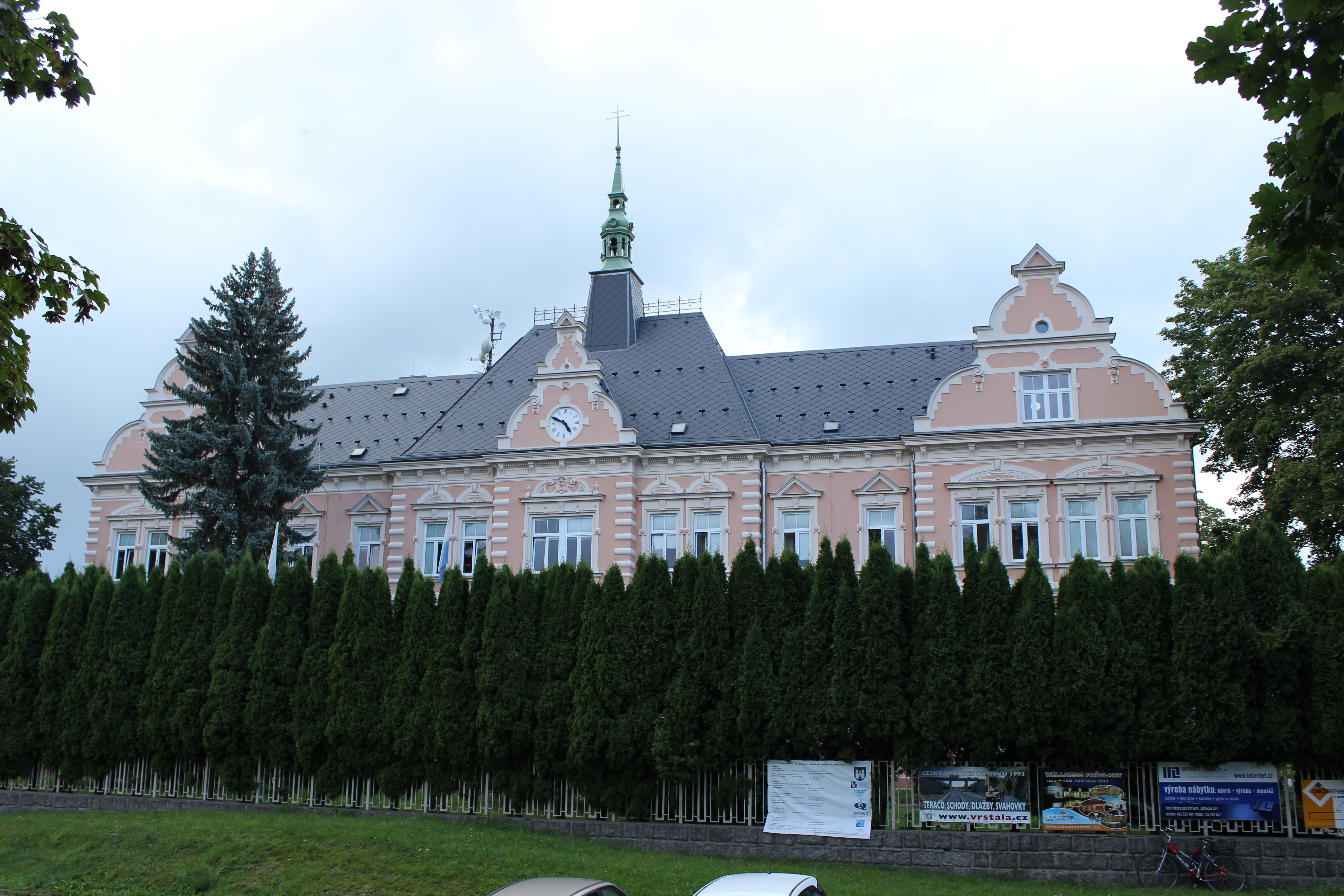
Objekt frýdlantské nemocnice

Případ otravy krve ve frýdlantské nemocnici byla mimořádná událost, k níž došlo na konci listopadu roku 2018 v nemocnici ve Frýdlantě, městě na severu České republiky, ve Frýdlantském výběžku Libereckého kraje. Otrava se týkala devíti pacientů, z nichž na následky nikdo nezemřel.

## Průběh události
Na konci listopadu 2018 provedli ve frýdlantské nemocnici několik lékařských zákroků. Následně se u devíti pacientů objevily příznaky otravy krve. Všechny tyto pacienty přijala nemocnice v Liberci. Nejprve jich bylo během 28. listopadu a v průběhu noci na 29. listopadu osm, z nichž jednoho předala dál do nemocnice v Jablonci nad Nisou, a 29. listopadu přijali v Liberci pacienta devátého, jenž sice zákrok absolvoval dříve, než osmička předchozích, nicméně lékaři ho chtěli mít pod kontrolou na pozorování. Celkově se ten týden ve frýdlantské nemocnici provedlo šestnáct operací, a to rozličné zákroky, mezi něž patřila operace kolena, žlučníku či gynekologické zákroky. V době přijetí v liberecké nemocnici se pacienti z Frýdlantu nacházeli sice ve vážném, avšak stabilizovaném stavu, a nikdo z nich nebyl v bezprostředním ohrožení svého života. Všichni prodělali otravu krve, jejímž následkem jim selhávaly funkce jater a nacházeli se v šokovém stavu.
Následně začali situaci prošetřovat pracovníci krajské hygienické stanice a zdravotního ústavu, kteří ve frýdlantské nemocnici provedli epidemiologická vyšetření spolu se stěry, odebrali vzorky používaných léčiv, rovněž tak dezinfekčních prostředků a zkontrolovali sterilitu materiálu.
V reakci na vzniklou situaci podala frýdlantská nemocnice trestní oznámení na neznámého pachatele, jehož vinila z poškození zdraví pacientů. Zároveň 28. listopadu uzavřela svůj operační sál. Současně představitelé nemocnice vyloučili selhání svých podřízených, neboť k otravám docházelo při různých zákrocích realizovaných odlišnými lékařskými týmy.
Další vyšetřování ukázalo, že problémem pravděpodobně byla podle náměstka ministra zdravotnictví Romana Prymuly u přípravku Propofol, jenž je užíván jako anestetikum, kontaminace bakterií, a sice acinetobacter, jež může u oslabených lidí vyvolat zápaly plic, záněty nebo otravu krve. Stejná bakterie se totiž objevila v jednom z krevních vzorků od postiženého frýdlantského pacienta. Ve vzorcích odebraných dalším pacientům se sice bakterii nalézt nepovedlo, avšak podle lékařů to není záruka, že by tam být nemohla. Ve frýdlantské nemocnici proběhla kontrola, která však neshledala z hygienického hlediska žádný problém, a proto mohl nemocniční personál 12. února 2019 opětovně zahájit operační výkony, přestože v tu dobu nebylo stále jasné, proč se pacienti otrávili.
Prvního z devíti pacientů, podnikatele Karla Šípka, jenž absolvoval operaci kýly, propustili lékaři z liberecké nemocnice domů 6. prosince 2018. Po frýdlantské nemocnici plánoval požadovat odškodné za ušlý zisk. Na konci prosince dostal od vedení frýdlantské nemocnice motorovou pilu, neboť, jak se ukázalo, rád pracuje se dřevem. V nemocnici navíc pracují jeho příbuzní.
Dne 11. září 2019 policie po vyšetřování případu oznámila, že se nepovedlo vypátrat konkrétního viníka otravy, a proto vyšetřování ukončila s odůvodněním, že nedošlo ke spáchání trestného činu.